# Нагорная, Антонина Максимовна
Антонина Максимовна Нагорная (род. 21 января 1940, Мурманск) — советский и украинский учёный, специалист в области гигиены, член-корреспондент АМН Украины, доктор медицинских наук, профессор, заслуженный деятель науки и техники Украины.

## Научная деятельность
В 1968 году окончила Киевский медицинский институт по специальности «Лечебное дело». Некоторое время работала цеховым ординатором медико-санитарной части Дарницкого шёлкового комбината (г. Киев).
С 1970 году начинает работать в Киевском институте гигиены труда и профессиональных заболеваний, пройдя путь от младшего научного сотрудника до зав. отделом эпидемиологических исследований (с 2002 года).
В 1975 году под научным руководством академика АМН Украины профессора А.О. Навакатикяна защитила диссертационную работу, получив научную степень кандидата медицинских наук по специальности «Гигиена».
В 1988 году успешно защитила диссертационную работу на соискание учёной степени доктора медицинских наук по специальности «Гигиена». Учёное звание профессора присуждено в 1992 году.
С 1989 по 2002 год работала в институте общественного здоровья МОЗ Украины на должностях зав. отделом, зам. директора по научной работе и и. о. директора Института.
В 2011 году избрана членом-корреспондентом НАМН Украины по специальности «Гигиена».
Сфера научных интересов охватывает здоровье населения различных половозрастных, профессиональных, социальных, территориальных групп, медико-демографические процессы, показатели общественного здоровья, такие как заболеваемость, репродуктивное здоровье, инвалидность, смертность разных слоев населения, в том числе тех, что пострадали от последствий аварии на Чернобыльской АЭС, экология и здоровье человека, вопросы организации и управления на различных уровнях системы здравоохранения.
Результаты научных исследований широко освещены в отечественных и международных научных форумах различных уровней, в том числе в съездах, симпозиумах, конференциях, семинарах, а также в 629 научных работах (из них 42 — монографии, книги и учебные пособия). При участии А. М. Нагорной разработано 42 нормативных, инструктивных и методических документов для сферы здравоохранения.
А. М. Нагорной создана научная школа специалистов по вопросам гигиены и социальной гигиены. Она подготовила 12 докторов и 19 кандидатов медицинских наук, была рецензентом более 100 и официальным оппонентом 48 кандидатских и докторских диссертаций.

## Основные научные труды[1][2][3]
- «Заболеваемость с временной потерей трудоспособности у работающих основных профессий энергопредприятий и ее зависимость от условий труда (1975).
- «Жизнь и здоровье» (2001).
- «Профилактика наркомании среди подростков» (2001).
- «Проблема качества в здравоохранении» (2002).
- «Репродуктивное здоровье и половое воспитание молодежи» (2003).
- «Наркомания: адаптация молодежи к труду и жизни» (2005).
- «Здоровье: фундаментальные и прикладные аспекты» (2006).
- «Профессиональное здоровье в Украине: эпидемиологический анализ» (2007).
- «О состоянии здоровья населения Украины и санитарно-эпидемиологической ситуации» (2007).
- «Профессиональный рак: Эпидемиология и профилактика» (2008).
- «Профессиональные инфекционные болезни» (2014).
- «Медицинская помощь работникам: проблемы и их решение» (2018).
- «Боль в спине как медицинская и социальная проблема: клинико-эпидемиологический анализ» (2018).
- «Профессия и туберкулез: украинское измерение» (2019).

Принимает участие в выполнении ряда международных научных проектов ЕвроБюро ВОЗ и Европейского Союза в разработке системы социальной защиты населения в рамках программы «TACIS» реформирование здравоохранения в рамках программ «INCO-COPERNICUS», «Health interview surveys». По приглашению Европейского сообщества работала международным экспертом в рамках проекта «INCO-COPERNICUS», в проекте Международной организации труда относительно профессионального риска туберкулеза и ВИЧ на рабочем месте, член проблемной комиссии «Гигиена труда и профзаболевания», диссертационного совета Д26.554.01 при ГУ «Институт медицины труда имени Ю. И. Кундиева НАМН Украины». Член экспертного совета ГАК Украины по проблемам профилактической медицины, входит в состав конкурсной комиссии МОН Украины и Международного фонда «Возрождение» по программе «Трансформация гуманитарного образования в Украине», заместитель главного редактора журнала «Украинский журнал по проблемам медицины труда», член редакционного совета межведомственного медицинского журнала «Наука и практика», член редакционного совета журнала Journal of Ecology and Health (Польша).

## Награды
- Медали «Медаль «В память 1500-летия Киева» (1983 г.), «Ветеран труда», «15 лет Украинской военно-медицинской Академии».
- "Заслуженный деятель науки и техники Украины" (1998 г.)
- Золотая медаль НАН Украины «За подготовку научной смены».
- Почетные грамоты Президиума АМН Украины (2003, 2006, 2008 гг.).
- Премия НАН Украины имени Г. Е. Кавецкого (2009, вместе с Ю. И. Кундиевым, Д. В. Варивончиком)[4].